# 公摩萬·貼披披
公摩萬·貼披披（？—1768年），原名凱（แขก），是泰國在阿瑜陀耶王國滅亡之後的一個割據勢力的領袖。清代檔案稱之為詔王吉。
貼披披是阿瑜陀耶國王博龍瑪戈的兒子。1767年，緬甸攻陷阿瑜陀耶，阿瑜陀耶王國滅亡。貼披披獲得呵叻府總督的支持，以披邁為統治中心，佔據呵叻府，角逐暹羅王位。他還獲得緬甸將軍蘇基和寮國的支持，但卻是所有割據勢力中最弱小的一個。
1768年，鄭昭決定先滅貼披披的勢力。鄭昭兵分兩路攻打呵叻府，一路由鄭昭自己率領，另一路由通鑾和汶瑪率領攻打披邁，擊敗特披披的軍隊。貼披披棄城逃往萬象，途中被鄭昭擒獲處決。